# Fumariaceae
Famille
Classification APG II (2003)
Classification APG III (2009)
Les Fumariaceae (ou Fumariacées) est une ancienne famille de plantes à fleurs dicotylédones, comprenant 450 espèces réparties en une quinzaine de genres, depuis dans la famille des Papaveraceae.
En France, on peut citer les genres :
- Corydalis qui comprend des corydales
- Pseudofumaria qui comprend aussi des corydales
- Fumaria qui comprend les fumeterres
- et dans le genre Dicentra le réputé Cœur de Marie (Dicentra spectabilis) (en photo ci-contre)

Ce sont des plantes herbacées à latex, rhizomateuses ou tubéreuses des régions tempérées à subtropicales bien représentées dans l'hémisphère nord.

## Étymologie
Le nom vient du genre type Fumaria, dérivé du latin fumus terrae (fumée de terre), en référence au feuillage glauque et élégant de ce genre qui semble sortir de la terre comme une fumée.

## Classification
Selon la classification classique de Cronquist (1981), cette famille fait partie de l'ordre des Papaverales.  
En classification phylogénétique APG II (2003), les Hypecoaceae sont intégrées à cette famille (soit 15 espèces du genre Hypecoum L.), et celle-ci fait partie de l'ordre des  Ranunculales.
En classification phylogénétique APG III (2009), cette famille est invalide et ses genres sont incorporés dans la famille des Papaveraceae.

## Liste des genres
Selon la classification classique de Cronquist (1981) :
- Adlumia (en) Raf. ex DC.
- Capnoides (en)
- Ceratocapnos
- Corydalis DC.
- Cryptocapnos (es)
- Cysticapnos (es)
- Dactylicapnos (en)
- Dicentra Bernh.
- Discocapnos (es)
- Ehrendorferia (en) Fukuhara et Lidén
- Fumaria L.
- Lamprocapnos Endl.
- Platycapnos (es)
- Pseudofumaria (en) Medik.
- Rupicapnos (es)
- Sarcocapnos
- Trigonocapnos (es)